# Miguel Barbachano
Miguel Barbachano y Tarrazo (San Francisco de Campeche; 29 de septiembre de 1807 - Mérida; 17 de diciembre de 1859)  fue un político liberal mexicano, cinco veces gobernador de Yucatán entre 1841 y 1853. Se alternó en el poder con Santiago Méndez Ibarra, quien representó los intereses campechanos frente a los de Mérida, Yucatán que fueron representados por el grupo de Miguel Barbachano, durante los conflictivos años previos a la escisión del estado de Yucatán por la separación de Campeche y justamente al principio de la denominada guerra de castas, que se escenificó en la península de Yucatán desde 1847 hasta 1901.

## Datos históricos
Fue partidario de la separación de Yucatán de la república mexicana, cuando circunstancias históricas orillaron a Yucatán a declararse independiente de la federación mexicana, a la que se había integrado en 1824, proclamándose la llamada república de Yucatán. En dos ocasiones durante el gobierno de Barbachano, en 1841 y en 1846, se dio este movimiento separatista, pero también durante su gobierno Yucatán se reunificó a México en las dos ocasiones.
Se alternó en el poder público con Santiago Méndez Ibarra, con quien integró el gobierno en 1840 como vicegobernador. Después de varias alternancias, Méndez le entregó el poder en forma definitiva en 1848 durante la crisis producida por la denominada Guerra de Castas de Yucatán. En tal punto, Barbachano no tuvo otra opción que pedir apoyo a militar a México a cambio de la reunificación del territorio yucateco a la nación mexicana.